# クライシス・オン・インフィニット・アース
『クライシス・オン・インフィニット・アース』（原題：Crisis on Infinite Earths）は、DCコミックスから刊行されたアメリカン・コミックである。ライターはマーブ・ウルフマン、ペンシラーはジョージ・ペレスが担当した。1985年4月から1986年3月にかけて全12号のマキシシリーズとして刊行された。また、本作は同名のクロスオーバーイベントの中核であり、他のDCコミックのタイイン号とも連動していた。日本語版は、初版から30年後の2015年にヴィレッジブックスから出版された。

## 概要
『クライシス』の刊行当時、DC作品の世界は多元宇宙（DCマルチバース）という設定であり、多くの平行宇宙が重なり合った複雑な状況にあった。ライターのマーブ・ウルフマンは、読者にとって理解しやすい新しい単一のユニバースを作りたいと構想した。本作の刊行に先立って、ウルフマンは1982年7月に『ニュー・ティーン・タイタンズ』誌上で、本作のキーパーソンであるモニターを先行して登場させた。のちに作画のジョージ・ペレスも加わった。
『クライシス』の発端では、邪悪な存在アンチモニターが出現し、DCマルチバースを構成している平行地球を次々に破壊していく。対するモニターはマルチバースのヒーローたちを組織しようとするが、その途上で命を落とす。一方でブレイニアックはヴィラン集団と共謀し、破壊を免れた地球を支配しようとする。しかし、最終的にヒーローとヴィランはスペクターの仲介で手を結ぶ。アンチモニターはカル＝L、スーパーボーイ・プライム、アレクサンダー・ルーサー・Jrらによって打倒され、マルチバースの代わりに単一の地球が誕生するところで本作は幕を閉じる。『クライシス』では数百名ものキャラクターが死亡しており、中にはスーパーガールやバリー・アレン（二代目フラッシュ）といった著名なヒーローも含まれる。
『クライシス』は読者から好意的に受け入れられベストセラーとなった。批評家からも本作の雄大な構想と劇的な展開が高く評価された。これ以後、アメリカのコミック界で大規模クロスオーバーが一般的になったのは本作の成功によるものと見なされている。
　その後、ジェフ・ジョーンズによる『インフィニット・クライシス』（2005 - 2006年）およびグラント・モリソンによる『ファイナル・クライシス』（2008 - 2009年）が刊行された。本作と合わせて「クライシス」三部作と呼ばれている。

## 刊行の履歴

### 刊行
1984年6月にDC社のコミックブックに掲載されたディック・ジョルダーノのコラム「Meanwhile...」で、読者に対し、DCのコミックス全体を巻き込む「奇妙な事件」が起こると予告された。また、これがDCの50周年記念イベントであり、同社にとって新しいキャラクター、新しいコミック作品につながる「大きな踏み台」になるだろうと宣言した。本作は「生き残る世界がある。死んでゆく世界がある。何もかもが変わる ("Worlds will live, worlds will die and nothing will ever be the same")」というキャッチコピーで宣伝された。本作は、1985年4月から翌年3月までに1年をかけて全12号が発行された。

### タイイン
クロスオーバー開始の数年前から、本作の前兆が描かれていた。『ニュー・ティーン・タイタンズ』で登場したモニターはその一例である。ジョルダーノ、ウルフマン、レン・ウェインは1983年1月3日付けのメモで、編集者やライターに自作でモニターを2回使うように、ただし直接姿を見せないようにと指示を下した。「このシリーズはDCユニバース全体にわたるものなので、すべての編集者とライターはプロジェクトへの協力をお願いします。来年中にモニターという名のキャラクターを作品中で2回使って下さい」。これが本作の伏線となった。『クライシス』のタイインはDCのレギュラー誌で行われ、DC社が刊行する大半のコミック誌上でクロスオーバーと直接関係する出来事が描かれた。これらの表紙にはDC50周年のロゴとともに「Special Crisis Cross-Over」と書かれたバナーが印刷されていた。参加シリーズは以下の通り。
| - All-Star Squadron #50–56 - Amethyst (vol. 2) #13 - DC Comics Presents #86–88 - The Fury of Firestorm #41–42 - Green Lantern (vol. 2) #194—195; #198 - Infinity, Inc. #18—24; Annual #1 - Justice League of America #244–245; Annual #3 - Legion of Super-Heroes #18 | - The Losers Special #1 - The New Teen Titans (vol. 2) #13–15 - The Omega Men #26; #31–33 - Superman #414–415 - Swamp Thing #46 - Warlord #97 - Wonder Woman #327–329 - Legends of the DC Universe : Crisis on Infinite Earths #1 |

## あらすじ
突如として地球が消滅していく。人々が為す術もなく逃げ惑う中、パライアは「自分の罪だ」と嘆き姿を消す。この現象はマルチバースの全ての地球で起きていた。「アース3」ではアレキサンダー・ルーサーが反物質によって自分たちの世界が消滅していることに気付いていたが、有効な対策を見つけられず幼い子供をロケットで異なる次元へ逃がすのがやっとだった。「アース3」に現れたパライアは消滅する様子を見届け再び姿を消す。マルチバースを監視するモニターは衛星基地でこの現象の解決策を模索していた。モニターはハービンジャーに命じて分身を作り出させ、様々な時間軸や場所へ向かいヒーローやヴィランを集め巨大な機械「振動装置」の防衛を任せる。しかし、ハービンジャーの分身の一体がシャドウデーモンに憑りつかれてしまう。
バットマンがジョーカーと対峙していたある夜、ボロボロになった姿のフラッシュが現れ助けを求めるが、すぐに消滅する。「アース1」と「アース2」の地球が反物質の影響で異常気象や災害が起き始めた頃、再びバットマンの前にフラッシュが現れるが、すぐに消滅する。一方、モニターの衛星基地ではパライアが現れ、目の前でモニターがハービンジャーに殺される瞬間を見届けるのだった。洗脳が解け意識を取り戻したハービンジャーと事態が呑み込めないパライアに、モニターからの録画メッセージが流れ、自身の死によって生まれるエネルギーで「振動装置」を起動させ、「アース1」と「アース2」をネザーバースに移した事が語られる。ネザーバースに同時に存在する惑星同士が干渉し合い崩壊するのを防ぐため、ハービンジャーとパライア、「アース3」を生き延びモニターが育てていたアレクサンダー・ルーサー・Jrは再びヒーローやヴィランを集める。
反物質宇宙でマルチバースを監視するアンチモニターはサイコパイレートとレッドトルネード、フラッシュを拉致していた。アンチモニターはレッドトルネードとサイコパイレートの能力を使って「アース4」「アースS」「アースX」で奔走するヒーロー達を戦わせ混乱に陥れる。ハービンジャーが能力を使い切って「アース4」「アースS」「アースX」もネザーバースに移しサイコパイレートの洗脳から切り離すが、ネザーバースに同時に存在する「アース1」「アース2」に加え「アース4」「アースS」「アースX」も干渉し合い崩壊する危機は避けられなかった。ヒーロー達はアンチモニターと戦うため反物質宇宙へ向かう決意を固める。
アレクサンダーの能力で反物質宇宙への空間を開き、パライアに導かれアンチモニターの要塞へ向かう。そこで反物質で惑星が消滅した際に発生するエネルギーを集める機械を発見し、スーパーガールが自らの命と引き換えにアンチモニターの外骨格と共に破壊する。エネルギー体となったアンチモニターは逃亡した後に新しい外骨格を再構成すると、次に「反物質砲」でネザーバースを消滅させようとする。拉致されていたフラッシュが隙をついてサイコパイレートの能力を使いアンチモニターの部下を洗脳させて内乱を起こす。さらにフラッシュは「反物質砲」の内部を疾走し反物質の流れを逆転させ破壊するが、そのスピードは時空を超えフラッシュの肉体は消滅する。
その頃、地球では隔離や避難誘導が進み混乱は収まりつつあった。アレクサンダー、ハービンジャー、パライアは代表して国連へ赴き、地球で何が起こっていたのかを世界中に説明する。そこへブレイニアックとレックス・ルーサーがヴィランを集め「アース4」「アースS」「アースX」を占拠したと宣言し、ヒーロー達はキッド・フラッシュとジェイ・ギャリックの協力でコズミック・トレッドミルを使って各地へ向かう。しかしさらにスペクターが現れ、アンチモニターが再び蘇り「時の暁」で宇宙そのものを再構築しようとしていることが明かされる。
ヒーロー達はアンチモニターがいる「時の暁」へ向かい、ヴィラン達はタイムトラベルで過去へ遡りマルチバースと反物質宇宙を生むきっかけとなった事件を阻止しようとする。しかし、ヴィラン達の作戦は失敗してしまい、アンチモニターが宇宙の起源に触れた瞬間、5つの地球は1つの「ニューアース」へと生まれ変わる。「時の暁」から戻ったヒーロー達は記憶を保っていたものの、いくつかの現実は消滅してしまっていた。そして消滅したエネルギーを得てさらに巨大化したアンチモニターが再び「ニューアース」も消滅させるため反物質宇宙へと取り込む。
ヒーロー達は再びアンチモニターの要塞へと向かい、発狂したサイコパイレートと残されていたフラッシュのコスチュームを発見する。フラッシュの死に戸惑いながらも激闘の末にアンチモニターを倒すが、地球へ戻ろうとした隙を突いてアンチモニターはワンダーウーマンを殺害する。「アース2」のスーパーマンはスーパーボーイ・プライムと共に反物質宇宙に残り時間を稼ぎ、アレクサンダーを通じて静観していたダークサイドが援護射撃を行い、アンチモニターの外骨格を破壊する。エネルギー体となって再び突撃してきたアンチモニターを、スーパーマンは渾身の一撃で粉砕する。

## 登場人物
モニター (Monitor)
惑星オアの衛星から生まれたアンチモニターの対となる存在。マルチバースの出来事を記録しながら、アンチモニターを阻止するため対策を練っていた。
ハービンジャー (Harbinger)
モニターのサポート役として活躍する女性。海難事故で漂流していたところをモニターに救われ、その恩に応えるべく能力を与えられて育つ。
アレクサンダー・ルーサー・Jr (Alexander Luthor Jr.)
消滅した「アース3」の生き残り。「アース3」から脱出した際に反物質の影響を受け身体が正物質と反物質で構成されており、次元に干渉する能力を持つ。
パライア (Pariah)
危機が訪れる場所に現れる科学者。宇宙の起源を探るため反物質を使った実験で自身の惑星を破壊してしまい、アンチモニターを目覚めさせてしまう。
アンチモニター (Anti-Monitor)
惑星クワードの衛星から生まれたモニターの対となる存在。パライアの事故で生じたエネルギーで目覚め、反物質でマルチバースを次々と消滅させていく。

## 書誌情報

### 原語版
- Crisis on Infinite Earths （1998年12月、ISBN 1-56389-434-3）ハードカバー版、（2001年1月、ISBN 1-56389-750-4）
  - トレード・ペーパーバック版。リミテッド・シリーズ本編全12号を収録。表紙イラストはジョージ・ペレスとアレックス・ロスによる新作。
- Crisis on Infinite Earths: The Absolute Edition（2005年11月、ISBN 1-4012-0712-X）
  - 箱入りハードカバー版。第1巻には本編が収録され、第2巻ではスクリプト、コメンタリー、レトロスペクティブ[訳語疑問点]、および本作に関する「オフィシャルDCインデックス（英語版）」シリーズ[† 4]が再録された。
- Crisis on Infinite Earths Deluxe Edition（2015年10月、ISBN 1401258417）
  - シリーズ本編と全2号の『ヒストリー・オブ・DCユニバース』のほか、ボーナスが収録された。
- Crisis on Infinite Earths Companion Deluxe Edition Vol. 1（2018年11月、ISBN 1401274595）
  - 本編と同時に発行されたタイイン号の集成。

### 翻訳版
- クライシス・オン・インフィニット・アース（2015年）
  - ヴィレッジブックス刊[8]。ISBN 978-4864912204
  - 翻訳は石川裕人、御代しおり、松澤慶香による。

## 制作の背景

### 経緯
DCコミックスが刊行する作品の大半は、DCユニバースと呼ばれる同一のシェアード・ワールドを舞台にしている（DC傘下のレーベルであるヴァーティゴやヤング・アニマルの一部も含む）。これにより、同じストーリやーキャラクターを、異なるタイトルの間でクロスオーバーさせることが可能となっている。しかし、半世紀を超す歴史が積み重なるうちに、ライターたちは世界観を矛盾せずに維持させることに困難を感じるようになった。その解決策として、DCユニバースが多数の平行世界の集合体（DCマルチバース）であるというアイディアが生まれた。作品中で初めて用いたのは、『フラッシュ』第123号（1961年9月）「2つの世界のフラッシュ (The Flash of Two Worlds)」である。この号では、二代目フラッシュのバリー・アレンと初代フラッシュであるジェイ・ギャリックが初めて顔を合わせた。
DCマルチバースの概念はしだいに拡張され、シルバーエイジ期のDCヒーローが住む地球は「アース1」、ゴールデンエイジ期の地球は「アース2」とされた。年月とともに平行地球は増えていった。ライターがプロット上の仕掛けとして考案したものもあれば、DCが他の出版社から権利を取得したキャラクターの故郷として設定されたものもあった。結果的にDCマルチバースは「収拾のつかない大混乱」となった。また、この時期DCコミックスは、競合するマーベル・コミックスに売り上げで差を付けられていた。ジャーナリストのクリス・シムズは当時の状況について「二社を並べると、一目でわかる相違点があった。マーベルには統一感があった」と論評している。
当時、ライターのマーブ・ウルフは『ウィアード・ウオー・テイル』や『ニュー・ティーン・タイタンズ』でDC読者の支持を得ていた。作画のジョージ・ペレスも同時期に人気を得ていたた。ペレスは1984年にDCと専属契約を結び、『ニュー・ティーン・タイタンズ』をヒットさせたが、売り上げではマーベルに及んでいなかった。ウルフマンはその理由の一端がDCマルチバースの複雑さにあり、「2つの世界のフラッシュ」を「悪夢」の始まりとみなした。マルチバースは新規の読者には分かりにくく、ライターにとっても矛盾のない設定作りを困難にする元凶であった。

### 企画・制作

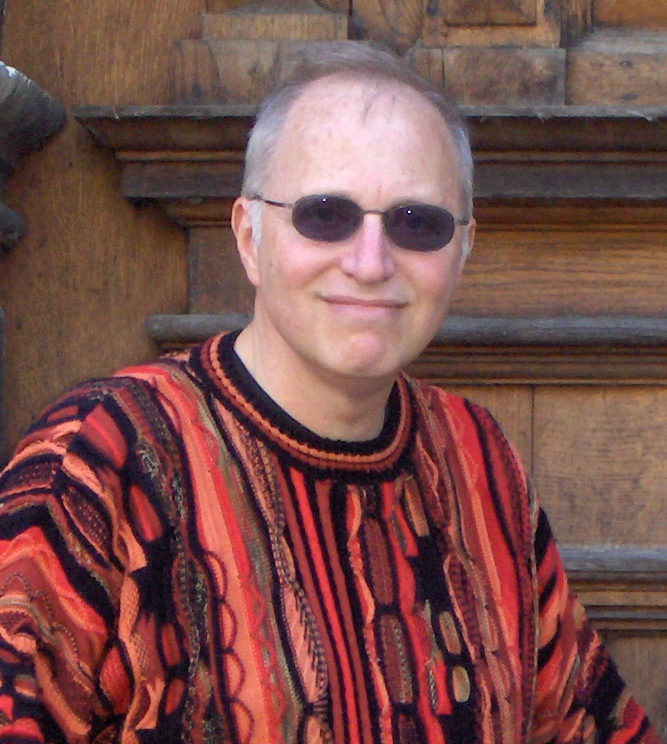
本作の原作者マーブ・ウルフマン（2007年）。

DCの創業50周年が近づく中、ウルフマンはDCユニバースを単純化するために『クライシス・オン・インフィニット・アース』を構想した。1981年に本作をDCに売り込んだとき、彼はそれがDCユニバースを根底から覆すものだということを認識していた。「私も、DCスタッフも、これがどれほど大きな企画か初めから分かっていました。分からなかったのは、売り上げがどれくらいになるか、そもそも少しでも売れるのかということです。しかし、DCは進んでリスクを取りました。その頃私はDCには思い切った処置が必要だと思っていましたし、彼らにもそれが分かっていたのです」
このクロスオーバー企画はDCの社長ジェネット・カーン、ポール・レヴィッツ、副社長で総編集長のディック・ジョルダーノ、その他編集員らが出席した会議において具体化され、練られていった。
本編の刊行の前年には土台作りが行われた。企画の初期にはDCユニバースに属するキャラクターのリストが作られた。DCがチャールトン・コミックスなどから取得したキャラクターも、その一部になっていた。ウルフマンによると、すべてのDCキャラクターをファンに提示することも本作の狙いの一つだった。ウルフマンによれば、バリー・アレンの死亡はDC側の要望だった。ウルフマンは時間を駆け抜けて消滅するという劇的な最期を与え、のちの復活の布石とした。
ペレスによれば、本作の企画に強い意気込みを覚え、ウルフマンと再びコンビを組むのが楽しみだったという。DCが本作の成功を確信していなかったことはペレスを発奮させた。また彼は「可能な限りあらゆるキャラクターを描きたい」と望んでおり、この先二度と描く機会が来ないようなマイナーなキャラクターに関心をそそられていたため、本作の作画は人生で一番と言っていいほど楽しかったと述べている。ペレスは本作に専念するために『ニュー・ティーン・タイタンズ』の作画を一時降板した。当初本作のインカーを務めていたジョルダーノはDCの副社長と総編集長を兼務していたため締切りを破りがちで、編集調整役のパット・バスティエンヌはジェリー・オルドウェイと交代させた。

## 評価
それほど宣伝が行われず、DCにも本作が成功するという確信はなかったにもかかわらず、『クライシス・オン・インフィニット・アース』はベストセラーとなった。ライターのスティーブ・ガーバーは本作について以下のように述べている。
事実上なんの販促もなかった … 何枚のチラシが配られた？ 窓に貼られたポスターが何枚あった？ 報道にどれだけの情報が流された？ 記者たちはマーブ・ウルフマンやジョージ・ペレスからどれだけ話を聞き出した？
ヒラリー・ゴールドスタインはIGNで本作は「DCコミックスの決定的な転換点」であり、同社の救世主となったと評した。またDCユニバースを単純化しようというウルフマンのアイディアは大胆かつ前例がなく、物語のスケールは大きく、ストーリーはやや古さを感じさせながらも「素晴らしい」とした。さらに、ペレスのよく描きこまれた作画を賞賛し、ほかのどんな作画家もペレスほど見事な仕事をできなかっただろうと述べ、本作に「必読」の評価を与えた。同じくIGNのライターであるジェシー・シェディーンは本作をDC社のクロスオーバー作品のベストに数え、やはり革新的かつ劇的な作品だと評した。
マーク・バクストンは『コミックブック・リソーシズ』において本作をクロスオーバーコミックの単独ベストに挙げ、これほど大規模で野心的なクロスオーバーは他にないと述べた。「世界設定に影響を与えることに及び腰になるクロスオーバーイベントがある一方で、『クライシス』は平然とそれをやった」バクストンは本作がDCユニバースを丸ごと扱ったことを賞賛し、DC社の50周年にふさわしいイベントだったとした。『ナーディスト・ニュース』は本作の核心をなす出来事の多く（スーパーガールやバリー・アレンの死など）がDCの歴史において象徴的な節目となったことを指摘した。
全ての批評が好意的だったわけではない。クリス・シムズは本作の構成が雑然としていると述べ、「絵に描いたような『見た目第一、中身は二の次』の作品」だという評価を与えた。シムズは「コミックの歴史上、宇宙全体に危機が迫ったのはこれが初めてだった」と本作の革新性を認めている。

## 商品展開
ウルフマンによる小説版『クライシス・オン・インフィニット・アース』はペレスとアレックス・ロスの表紙でiBooksから刊行された。同作はオリジナル版と同じ出来事を主にバリー・アレンの視点から描くもので、アレンがいない場面は三人称視点で書かれている。またキャラクターの独白や、ストーリーを現代化するための改変（携帯電話の使用など）のように随所でディテールが追加されている。
ウィズキッズ社は2008年に『DCヒーロークリックス』（コレクティブルミニチュアゲーム）ラインでアンチモニターを中心とするパックを発売した。目がLEDで点灯するアンチモニターの大型フィギュアに数個の小型フィギュアとマップが付属するものだった。同年、シネストロ・コァを題材とする限定バリアント版パックがサンディエゴ・コミコンとGen Con Indyにおいて販売された。DCコミックスにおける作品世界は、「クライシス以前 (Pre-Crisis)」「クライシス以後 (Post-Crisis)」に分けられるようになった。

## 後の作品への影響
本作はアメリカのコミックにおいて、複数誌にまたがるクロスオーバーを定着させた作品だと広く認められている。また、本作で消えたDCマルチバースの設定だったが、その後DCはこの概念を『インフィニット・クライシス』で復活させることになる。それまで本編で同時に掲載されていた「イマジナリー・ストーリーズ」はマーベルの「What if...?」と同じく「エルスワールド」シリーズとして出版され、これらのいくつかは後のDCマルチバースのアイデアとして組み込まれていった。のちにマーベルもマルチバースの概念を取り入れてクロスオーバーするようなった。アンドリュー・J・フリーデンタールは「『クライシス』は二大スーパーヒーローコミック出版社（DCコミックスとマーベル・コミックス）に教えてくれた。数十年にわたって積み上げられた多くの物語が形作るコンティニュイティを使えば、長年の読者を惹きつけて大金を稼ぐことができるような、一貫性のあるメタテキスト的なタペストリーを織り上げることができるのだ」と評した。
DCはその後も「夏のクロスオーバー」を繰り返し実施するようになった。代表例としては『インベージョン!』（1988 - 1989年）、『アーマゲドン2001』（1991年）、『ゼロアワー: クライシス・イン・タイム』（1994年）、『アイデンティティ・クライシス』（2004年）がある。これらの中では本作『クライシス』の出来事も言及されている。後年のクロスオーバーの一つ『コンバージェンス』（2015年）第2期（タイインシリーズ）はかなりの程度まで本作を下敷きにしており、作中ではDCのスーパーヒーローたちが『クライシス』の時代に遡る。『コンバージェンス』のライターたちは『クライシス』時のDCが刺激的だと発言している。
ウルフマンとペレスは再びチームを組んでリミテッドシリーズ『ヒストリー・オブ・DCユニバース』を描き、再定義されたDCユニバースの歴史を総括した。クライシス後、多くの作品が世界観をリブートされた。ワンダーウーマンはペレス、ワイン、グレッグ・ポッターらによって新しく立ち上げられた。スーパーマンは、まずジョン・バーンによるリミテッドシリーズ『マン・オブ・スティール』でオリジンが語りなおされた。その時点で400号を超えていたレギュラー誌『スーパーマン』は『アドベンチャーズ・オブ・スーパーマン』に改題され、代わりに『スーパーマン』新シリーズが創刊された。バットマンは雑誌の再編は行われなかったが、フランク・ミラーによりオリジンが語りなおされ、のちに『バットマン: イヤーワン』として単行本化された。そのほかには、死んだバリー・アレンに代わってウォーリー・ウェストが三代目フラッシュとなり、ジャスティス・リーグのメンバーが変更され、DCがフォーセットやチャールトンといった会社から権利を取得したキャラクターがDCユニバースに組み入れられた。その後もリブートは1989年まで続き、グリーンランタン、ホークマン、ブラック・オーキッド、スーサイド・スクワッドなどが改変された。
21世紀に入り、テレビドラマシリーズ『ARROW/アロー』に始まる通称「アローバース」世界においても本作『クライシス』は何度か言及されている。2014年放送の『THE FLASH/フラッシュ』の第1話では、10年後の日付がついた新聞の「フラッシュ行方不明、クライシス中の失踪」という大見出しが映された。主演のグラント・ガスティンは、これがシリーズの最終エピソードになると発言している。「10年は続けなきゃ、そこまでたどり着かないね。可能性はあるってことだ。そうなったら楽しいだろうな」。実際には、2019年に『クライシス・オン・インフィニット・アース』と題されたクロスオーバーが放送された。そこでは「アローバース」に属するヒーロー番組だけでなく、過去に放送されたさまざまなドラマや映画のヒーローたちが、モニターによって集結し、世界の危機に立ち向かった。当時、実際にその役を演じた俳優たちが本作のために集められ、映画版フラッシュを演じるエズラ・ミラーとグラント・ガスティンが初めて共演した。
DCの歴史上、マルチバースのアイディアは何度も再利用されてきた。アニメ版設定世界であるDCアニメイテッド・ユニバースではフラッシュの死をきっかけに「第三次世界大戦を未然に防ぐ」ためにスーパーヒーローが人類を統治する世界が描かれ、ジャスティス・ローズというスーパーヒーローチームが登場した。ゲーム版設定世界であるインジャスティス・ユニバースではジョーカーの大量殺戮をきっかけにスーパーマンが新政府を立ち上げ、スーパーヒーローが積極的に政治に介入する世界が描かれている。2014年にジェフ・ジョーンズは2大出版社の映画版設定世界であるDCエクステンデッド・ユニバースとマーベル・シネマティック・ユニバースの違いについて以下のように語った。
我々DCの実写作品はマルチバースだと考えています。テレビ版のDC世界と映画版のDC世界が別個に存在しているということです。そうすることで、それぞれのクリエーターが可能な限り最高の作品を生み出し、最高のストーリーを伝え、最高の世界を作り出すのを妨げないようにしているのです。誰もが自分のヴィジョンを持っていて、どうしても世に出したいと思っているのですから。… マーベルとは単にアプローチが異なるのです

### 続編
『クライシス・オン・インフィニット・アース』は後に「クライシス」三部作と呼ばれるようになった作品の第一部である。第二部『インフィニット・クライシス』はジェフ・ジョーンズ（原作）とフィル・ヒメネス、ペレス、アイヴァン・レイス、ジェリー・オルドウェイら（作画）の手により2005年10月から2006年6月にかけて7号にわたって刊行された。同作では、『クライシス・オン・インフィニット・アース』の結末でポケット次元に閉じ込められたカル＝L、アレクサンダー・ルーサー、スーパーボーイ・プライムらが通常宇宙に復帰する。ルーサーは狂気に陥り、アンチモニターの死骸を用いてマルチバースを再創造しようとする。『クライシス・オン・インフィニット・アース』が破棄したDCマルチバースは『インフィニット・クライシス』において復元された。
三部作の最終作『ファイナル・クライシス』は2008年5月に始まり、2009年1月に完結した。原作はグラント・モリソン、作画はJ・G・ジョーンズ、カルロス・パセコ、マルコ・ルーディ、ダグ・マーンケによる。『ファイナル・クライシス』ではダークサイドが地球に現れ、現実を転覆するための戦いを開始する。それはライブラによるマルチバース征服計画の一部であった。ジャスティス・リーグとグリーンランタン・コァは力を合わせ、来たるべき大攻撃を阻止するために必死の抵抗を試みる。